# Dessa Lund
Dessa Lund är en lundensisk karnevalsfilm från 2010. Filmen, som från början var tänkt att heta Bakbunden i Lund, hade galapremiär den 23 april 2010 på biografen Kino i Lund. Den visades även regelbundet på Palaestra et Odeum under Lundakarnevalen 2010.

## Handling
Dessa Lund handlar om "att Universitetet försnillas på väldigt mycket pengar. Den gamla revisorn har försvunnit med dem. En nyutexaminerad revisor ska försöka få veta vad som har hänt. Han hittar mystiska saker och det leder iväg honom till ett äventyr i ett annorlunda parallellt Lund". Max, den nyutexaminerade revisorn, tar nu på sig uppdraget att återställa pengarna till Lunds universitet.

## Bildgalleri

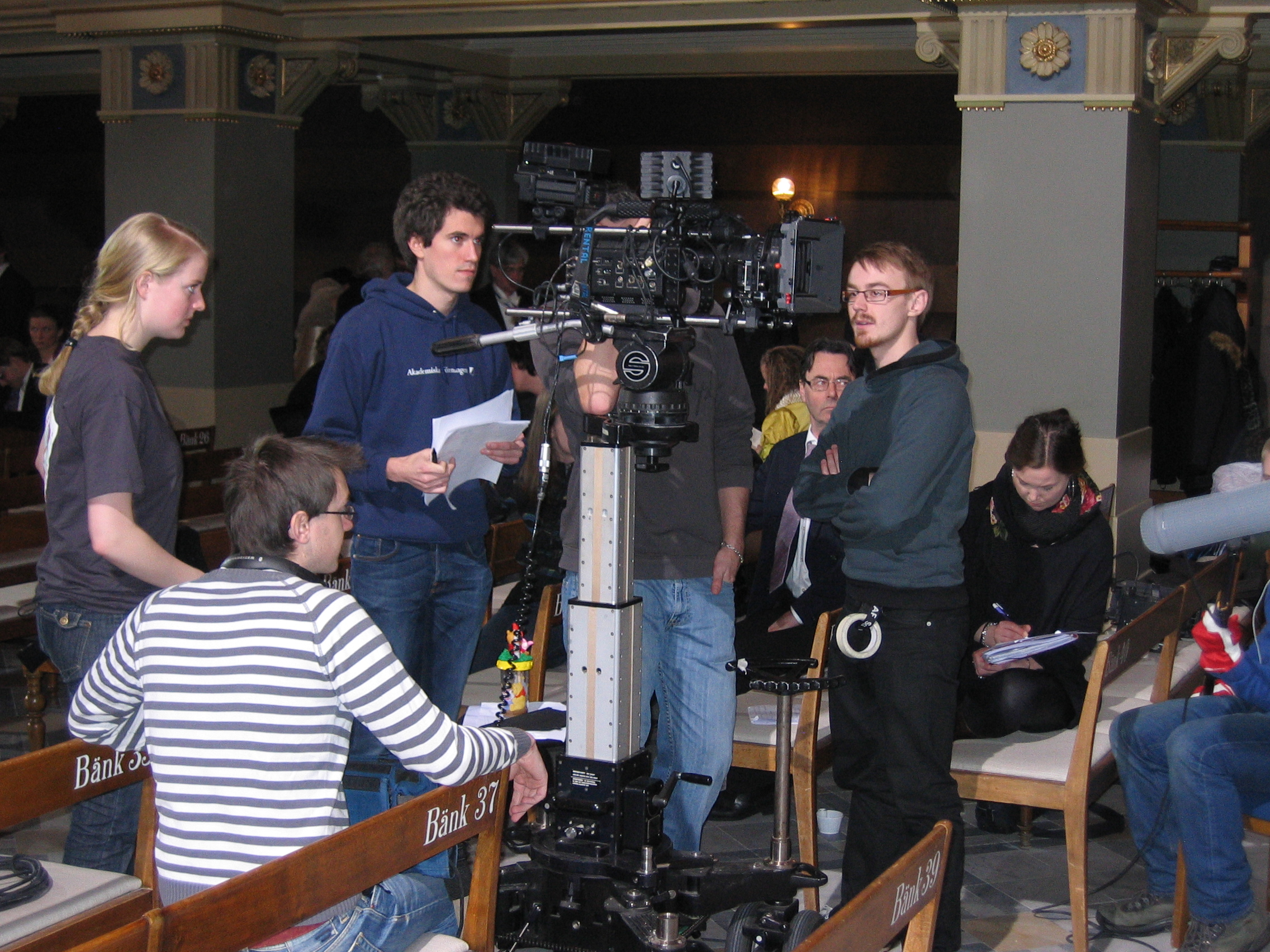
Inspelning i universitetshusets aula. Till vänster om kameran regissören Filip Orrling.
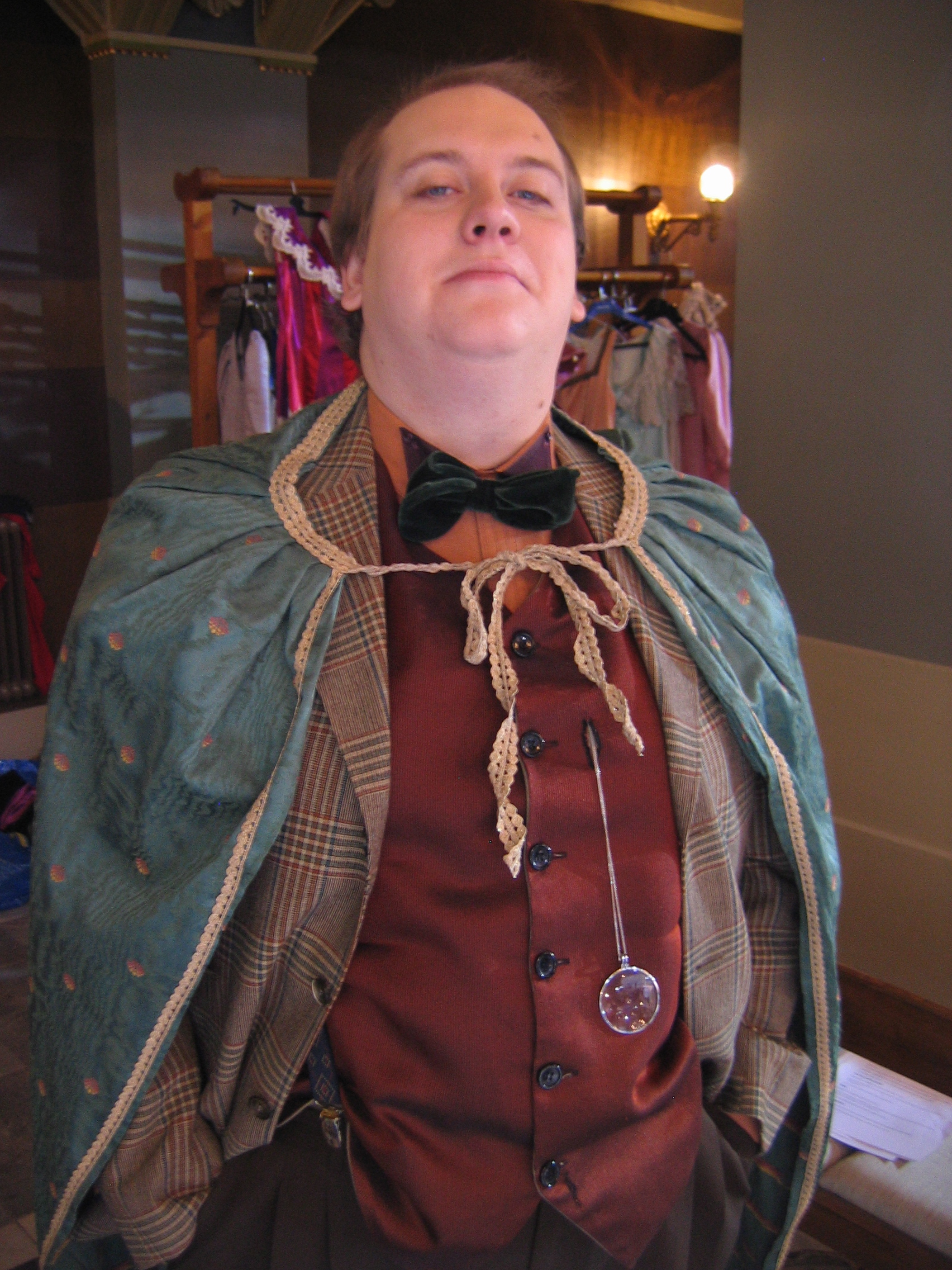
Olof Gustafsson som filmens huvudskurk "Curt Löfsten".
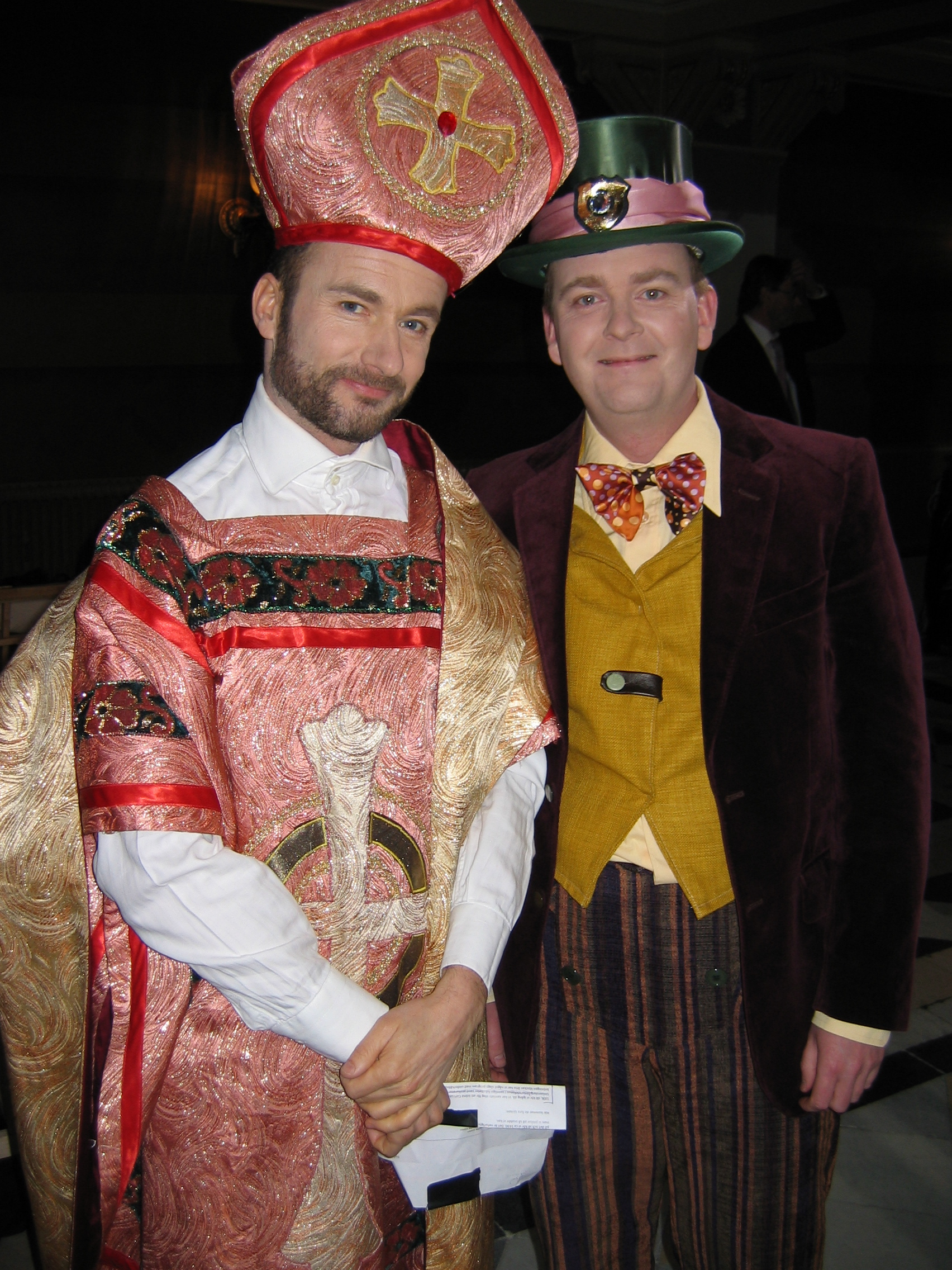
Walter Fischer som "biskop" och Hugo Carlsson som "professor Widegren".
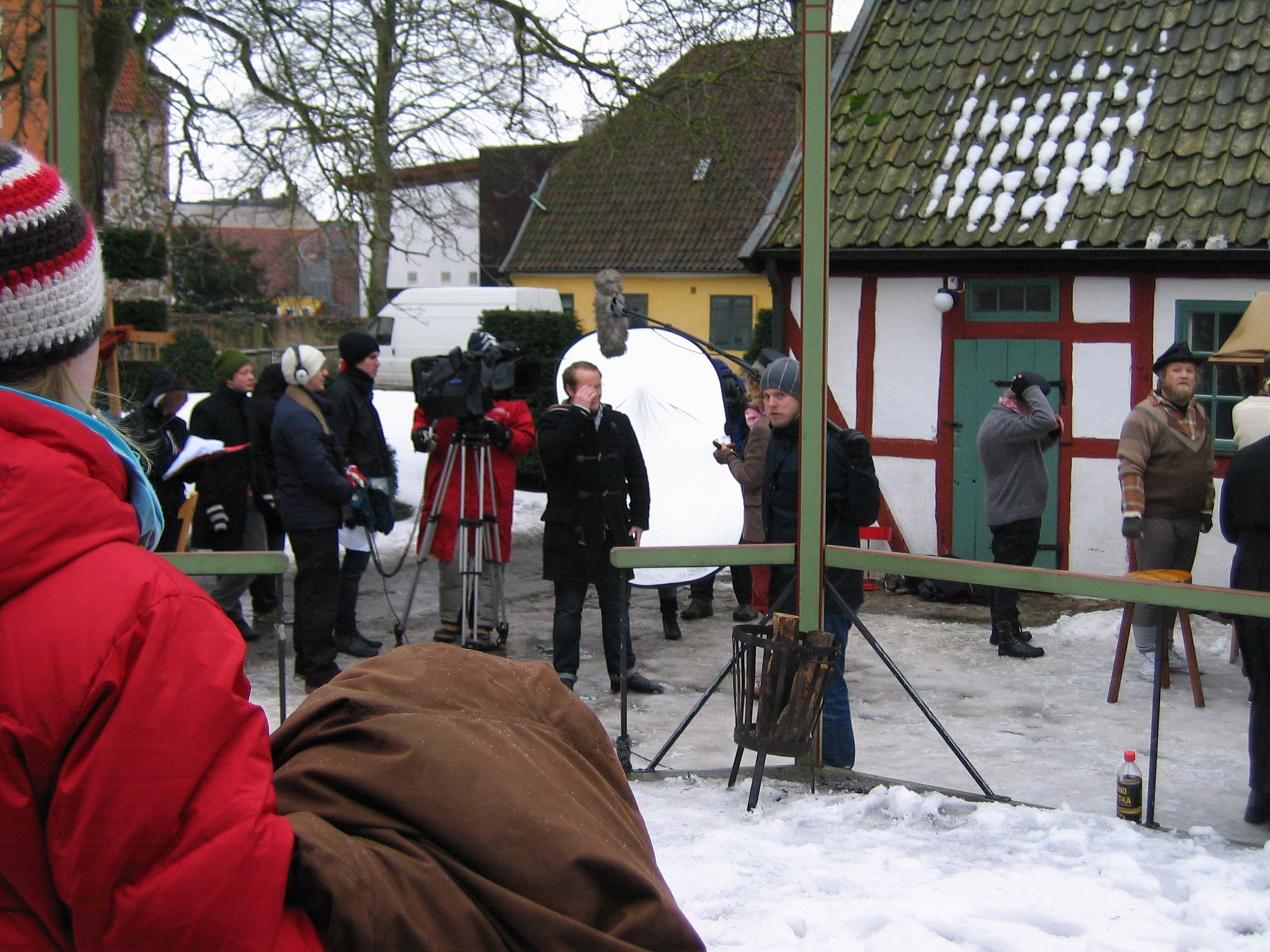
Inspelning av utomhusscener på Kulturen.
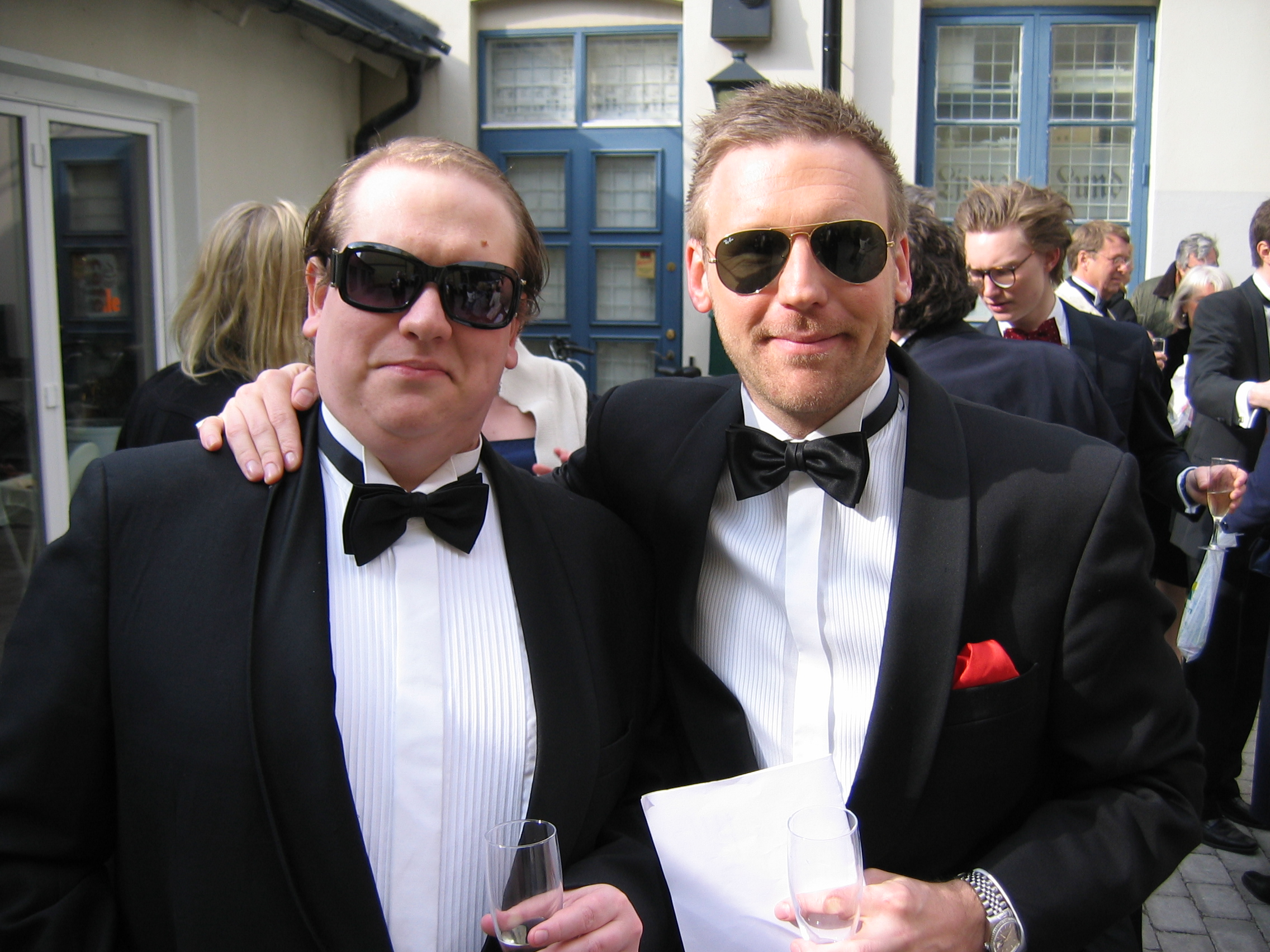
Från premiärminglet på Filmstaden i Lund den 23 april 2010.